# Sinarancang
Sinarancang is een bestuurslaag in het regentschap Cirebon van de provincie West-Java, Indonesië. Sinarancang telt 2661 inwoners (volkstelling 2010).